# 松永将
松永 将（まつなが ただし、1980年12月31日 - ）は、日本の競輪選手。日本競輪学校第89期卒業。日本競輪選手会茨城支部所属。師匠は川村恵三。血液型はO型。

## 来歴
初出走は2004年7月1日の千葉競輪場で結果は7着。
「千葉御三家」として知られ、千葉県でも有数の進学校である県立東葛飾高校の出身で、在学中はサッカー部に所属していた。
中央大学に進学後は自転車競技部に所属するものの、卒業後の進路として当初は一般企業への就職を考えていたが、最終的に競輪学校を受験し入学を果たした。この事実は工藤元司郎らはじめ、茨城の競輪関係者の多くを驚かせたという。
2021年1月現在はA級1班に格付けされている。